# Anadelosemia
Anadelosemia é um gênero de mariposa pertencente à família Crambidae.